# Vanitas
Vanitas (лат. vanitas, букв. – „суета, тщеславие“) e жанр в живописта от епохата на барока.
Представлява алегоричен натюрморт, в центъра на който традиционно е изобразяван човешки череп. Тези картини от най-ранния етап на развитие на натюрморта в историята на изкуството са предназначени за да напомнят за преходността на живота (Memento Mori), безсмислието на удоволствията и неизбежността на смъртта. Най-широко жанрът е застъпен във Фландрия и Холандия през XVI и XVII век, като има примери и във Франция и Испания. Исторически това е времето на контрареформацията.
Стилът на жанра се свърза с библейския стих от Еклесиаста: Vanitas vanitatum et omnia vanitas.

## Теми
Vanitas като тема е бил обичаен в средновековното погребално изкуство, примери за които са най-вече скулптурите. До XV век те могат да бъдат мрачни и подробни, отразявайки повишена мания към смъртта и разлагането, което може да се види в Ars moriendi, Danse Macabre и припокриващия се мотив Memento mori. През Ренесанса, с популяризирането на натюрморта като жанр, такива мотиви стават по-индиректни.

## Мотиви
Общи символи на този жанр са черепите, които напомнят за сигурната смърт; гнили плодове (разпад, гниене); мехурчета (краткостта на живота и внезапната смърт); дим, часовници (краткост на живота); музикални инструменти (раткост и ефимерна природа на живота). Плодове, цветя и пеперуди могат да се тълкуват по същия начин, а обелен лимон е, като живота, привлекателен за гледане, но горчив на вкус.

## Vanitasизвън визуалното изкуство
- Първото движение на „Пет пиеси в народен стил“ от Роберт Шуман се нарича Vanitas vanitatum: Mit Humor
- Vanitas vanitatum е заглавие на оратория, написана от италианския композитор Джакомо Карисими

## В съвременното изкуство
- All Is Vanity – картина на Чарлз Алън Гилбърт, 1892 г.

- Vanitas натюрморт с автопортрет, Питер Клас, 1628 г.
- Vanitas картина, автопортрет, вероятно от Клара Петерс
- Vanitas от Еверт Колиер
- Vanitas натюрморт, Мария фон Остервейк (1630–1693 г.)
- Vanitas, от Абрахам Миньон
- Vanitas с бюст, Йохан де Кордуа (1630–1702 г.)
- Vanitas натюрморт от Карстиан Локс,
- Vanitas, композиция с цветя и череп от Адриан фон Утрехт